# Luceria oculalis
Luceria oculalis är en fjärilsart som beskrevs av Moore 1877. Luceria oculalis ingår i släktet Luceria och familjen nattflyn. Inga underarter finns listade i Catalogue of Life.